# Јанош Парти
Јанош Парти (мађ. János Parti; Будимпешта (24. октобар 1932 — Будимпешта, 6. март 1999) био је мађарски кануиста који се такмичио за репрезентацију Мађарске почетком 50-их до средине 60-их година прошлог века. Олимпијски победник Олимпијских игара у Риму, двострука сребрна медаља олимпијских игара, свјетски првак, европски првак, победник многих регата националног и међународног значаја. Познат и као тренер кајакаша и кануиста.

## Биграфија
Кајакаштвом се почео бавити у раном детињству, У будимпештанским клубовима Közalkalmazottak Sport Egyesülete и VTSK.
Први велики успех на вишем међународном нивоу остварио је у сезони 1952, када је позван у мађарску репрезентацију и кроз низ успешних наступа добило право учешћа на Олимпијске игре у Хелсинкију. Такмичио се у дисциплини кануа једноклека Ц-1 на 1.000 метара. У квалификацијама је био други у својој групи, а затим у финалу је зазуео друго место и освојио сребрну медаљу Бољи од њега је био Чехословак Јосеф Холечек.
На Светсском првенству у кајаку и кануу на мирним водама 1954. у Макону. Такмичио се у дисциплини кану једниклек Ц-1 на 1.000 м. и победио. Као један од лидера мађарске кајакашке репрезентације, успјешно се квалификовао за Летње олимпијске игре 1956. у Мелбурну - овај пут освојио је сребрну медаљу у кануу једноклековима на 10.000 метара, Бољи од њега био је само Румун Леон Ротман.
На Европском првенству 1957. у Генту, (Белгија) Парти је био најбољи на 10.000 метара. Две године касније, на Европском првенству у Дуизбургу, (Немачка), осваја две медаље сребро на 1.000 и злато на 10.000 метара.
Године 1960. учествује на Олимпијским играма у Риму, где се такмичио на 1.000 метара. У квалификацијама и полуфинаклу био је први у својим групама да би у финали постао нови олимпијски победник у овој дисциплини.,
После Игара у Риму Јанош Парти је још неко време остао у сатаву мађарског националног тима и наставио да учествују у великим међународним регатама. На Европском првенству 1961. у Познању у Пољској, где је поново постао европски првак на 10.000 метара. На крају сезине 1964. после неуспешних квалификација за одлазак на Олимпијске игре у Токију, одлучио је да заврши каријеру.
Наставио је да ради као тренер дуги низ година.